# Edward Wood, Bá tước thứ 1 xứ Halifax
Edward Frederick Lindley Wood, Bá tước thứ 1 xứ Halifax (16 tháng 04 năm 1881 - 23 tháng 12 năm 1959), được biết đến với tên gọi Lãnh chúa Irwin từ năm 1925 đến năm 1934 và Tử tước Halifax từ năm 1934 đến năm 1944. Ông là một quý tộc, nhà quản lý thuộc địa và chính trị gia cấp cao của Đảng Bảo thủ Anh trong những năm 1930. Ông giữ một số chức vụ cấp bộ trưởng trong thời gian này, đáng chú ý nhất là Phó vương kiêm Toàn quyền Ấn Độ từ năm 1925 đến năm 1931 và Bộ trưởng Ngoại giao từ năm 1938 đến năm 1940. Ông là một trong những kiến trúc sư của chính sách xoa dịu Adolf Hitler trong giai đoạn 1936–1938, khi làm việc thân cận với Thủ tướng Neville Chamberlain. Tuy nhiên, sau sự kiện Kristallnacht và Đức chiếm đóng Tiệp Khắc vào tháng 03/1939, ông là một trong những người thúc đẩy một chính sách mới nhằm ngăn chặn sự xâm lược hơn nữa của Đức Quốc Xã bằng cách tuyên chiến chiến để bảo vệ Ba Lan.
Khi Chamberlain từ chức vào đầu tháng 05/1940, Halifax đã từ chối chức vụ Thủ tướng Anh vì ông cảm thấy rằng Winston Churchill sẽ là một nhà lãnh đạo chiến tranh phù hợp hơn (lý do chính thức mà Halifax phát biểu tại Viện Quý tộc). Vài tuần sau, khi quân Đồng minh đối mặt với thất bại thảm hại và quân Anh rút lui về Dunkirk, Halifax ủng hộ việc tiếp cận Phát xít Ý để xem liệu các điều khoản hòa bình có thể được thương lượng hay không. Ông bị Churchill bác bỏ sau một loạt cuộc họp đầy sóng gió của Nội các Chiến tranh. Từ năm 1941 đến năm 1946, ông giữ chức Đại sứ Anh tại Washington.
Gia tộc của ông bắt đầu nhận tước phong quý tộc đầu tiên vào 1784, với tước vị Nam tước của Barnsley và truyền đến đời Charles Wood thì được nâng lên Tử tước Halifax. Đến năm 1944, để tưởng thưởng cho những công lao của Edward Wood, ông và gia tộc đã được nâng lên hàng Bá tước, và tước vị này được thế tập cho đến tận ngày nay, hiện đã là đời Bá tước Halifax thứ 3.

## Cuộc sống đầu đời
Wood sinh ngày 16/04/1881 tại Lâu đài Powderham ở Devon, quê hương của ông ngoại William Courtenay, Bá tước thứ 11 của Devon. Ông sinh ra trong một gia đình Yorkshire, là con thứ 6 và con trai thứ 4 của Charles Wood, Tử tước thứ 2 của Halifax (1839–1934), và Lady Agnes Elizabeth Courtenay (1838–1919). Cha của ông là Chủ tịch của Liên hiệp Giáo hội Anh. Ông cố ngoại của ông là Bá tước Grey, Thủ tướng Anh, người đã đưa ra Đạo luật Cải cách vĩ đại năm 1832.